# Smodix
Smodix reticulata es una especie de araña araneomorfa de la familia Linyphiidae. Es el único miembro del género monotípico Smodix.

## Distribución
Se encuentra en Estados Unidos.